# ケーニヒスベルクの戦い
ケーニヒスベルクの戦い（ドイツ語: Schlacht um Königsberg ロシア語: Кёнигсбергская операция）は、1945年4月6日から4月9日にかけて、東プロイセンのケーニヒスベルク（現カリーニングラード）で行われたドイツ国防軍、武装親衛隊と赤軍との間の戦闘。
本項ではドイツ語の地名を使用し、初出の場合のみ（）の中に現在の地名を併記する。

## 背景
1945年1月13日に開始されたソ連軍の東プロイセン攻勢により、ドイツ軍の中央軍集団は戦線を支えきれず、東プロイセン防衛にあたっていたドイツの3個軍（第2軍、第3装甲軍、第4軍）のうち第4軍と第3装甲軍の残存部隊はケーニヒスベルクに撤退した。
1月20日頃には、コンスタンチン・ロコソフスキー上級大将麾下の第5親衛戦車軍がケーニヒスベルク西方のフリッシェス・ハフ（ヴィスワ潟湖）南岸に進出した。これに対して第2軍は1月26日に西方に向けて反撃を開始し、一時は包囲外のドイツ軍がいるエルビング（エルブロンク）に迫るも、ソ連第48軍の反撃によって撃退され、第2軍はハイリゲンバイル（マモノヴォ）で60万の民間人とともに包囲された。（ハイリゲンバイルポケット）
この攻撃ののち、ケーニヒスベルクからの脱出路はフリッシェ・ネーリング（ヴィスワ砂嘴）を目指して凍結したフリッシェス・ハフを歩くか、ザームラント半島（サンビヤ半島）西部の港町ピラウ（バルチースク）からの海路のみとなった。
この攻勢の最中、大管区指導者エーリヒ・コッホは一般住民を陣地構築作業に動員したり、国民突撃隊に老人から子供まで徴兵した。さらにコッホは一般住民の避難を「敗北主義的行為」として禁止したため、多くの住民がケーニヒスベルクに取り残された。
しかし、東プロイセン各地からやって来る難民には対処しきれず、1月27日には最初の引揚船がピラウに入港し、民間人1800人、傷病兵1200人が脱出に成功した。コッホもこの船に乗ってケーニヒスベルクを脱出し、ベルリンに行った後、安全な後方地域で部下を指揮した。ピラウは、ケーニヒスベルクの守備隊と民間人にとって生命線であったが、2月はじめにソ連軍がケーニヒスベルク近郊に進出し、ケーニヒスベルクはザームラント半島から切り離された。これに対して第3装甲軍はピラウのドイツ軍と同時にソ連軍を挟撃し、2月19日にソ連軍の包囲を解くことに成功した。
この間、ケーニヒスベルク市街には20万の民間人が取り残され、守備隊の士気は著しく低下していた。住居も食糧もほとんどなく、西方への避難を諦めてソ連軍占領地域に逃れる民間人も出てきた。兵士の中には民間人の服に着替えて逃亡を試みる者もいたが、見つかった場合は容赦なく射殺された。なお、ソ連軍上層部はケーニヒスベルク市内のこの状況を投降した民間人や情報機関スメルシを通じて知っていた。

## 戦闘

### 前哨戦

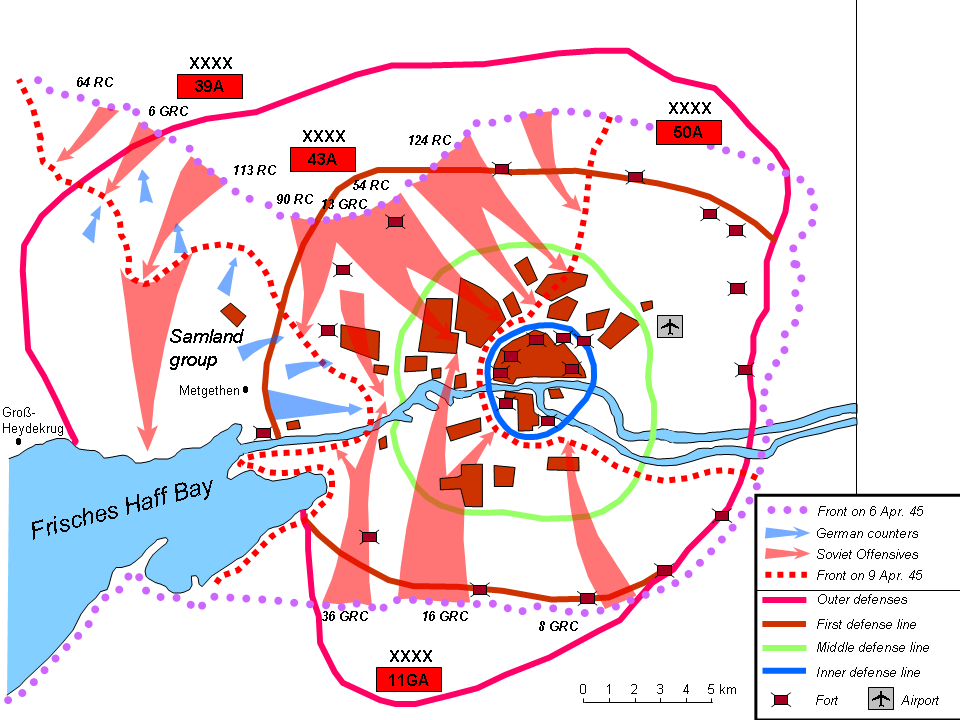
1945年4月6日から9日までのケーニヒスベルクへのソビエト赤軍の攻撃

4月2日、攻撃を前にソ連軍による砲撃が開始された。砲撃は北と南から街の中心部に向かって行われ、守備隊は混乱状態に陥った。その間にソ連軍は、街の北部では第208狙撃師団を主力としたソ連第43軍が配置につき、第39軍がその後方についた。南部では第11親衛軍が配置につき、北東部では第50軍が配置についたが、戦闘参加は局所的なものに限られた。

### 4月6日
4月6日、この日も夜明けとともに街の南部で砲撃が開始された。悪天候のために爆撃機を飛ばすことはできなかったが、砲撃は3時間にわたって行われ、砲撃終了後にソ連軍は外周防衛線に対して攻撃が開始した。外周防衛線は4日間の砲撃によって破壊され、守備隊の士気も低かったため、ソ連軍は正午までに外周防衛線を突破した。外周防衛線を突破したソ連軍は更に進み、第一防衛線まで進出することに成功しただけでなく、午後3時には一部の場所で第一防衛線の突破に成功した。
この日に行われた中で、特に激しい戦いは8号要塞を巡る戦いであった。8号要塞は19世紀に造られ、厚い壁と濠によって守られているために正面攻撃が不可能であったが、ソ連軍は火焰放射器と重砲を使用して攻撃した結果、夕方に8号要塞の壁の一部を破壊することに成功した。
一方、北部でも南部と同じころに攻撃が開始され、正午までに外周防衛線は陥落した。しかし、午後になってからザームラント半島のドイツ軍が市の西部から反撃に出たため、ソ連軍の進撃速度は遅くなった。北部で特に抵抗が激しかったのは5号要塞で、ソ連軍の指揮官は5号要塞を包囲下におくと、5号要塞の攻略を後衛部隊に任せて進撃した。
夕暮れとともに両軍は攻撃を停止し、部隊の再編成を行った。ソ連軍は予想以上に守備隊の抵抗が激しく、進撃が鈍っていることに驚いたが、この日の戦いでドイツ軍守備隊の士気はさらに落ちていて、将校を含めてソ連軍に投降する兵士は多かった。

### 4月7日
この日の未明、ドイツ軍は夜襲をかけてソ連軍に大きな被害を出させたが、ドイツ軍も損害を被ったために攻撃は中止された。
夜明け後、この日は天気に恵まれていたため、ソ連第1、第2、第15航空軍の爆撃機100機が出撃し、市街地やドイツ軍の橋頭堡を爆撃した。爆撃終了後、ソ連軍は再び進撃を開始して各要塞の攻略にかかった。8号要塞は昨日壁の一部を破壊することには成功していたが、未だに要塞内にはドイツ兵が残っていた。
これに対して、ソ連軍は再び火焰放射器と重砲を使用し、攻撃終了後に数百人のソ連兵を壁の穴から8号要塞になだれ込ませた。そのため内部では激しい白兵戦となり、8号要塞内部の守備隊は混乱状態に陥った。この攻撃によって要塞の防御力は著しく低下したため、この隙にソ連軍は正面から総攻撃を開始し、最終的に守備隊の残兵はソ連軍に降伏した。
8号要塞が陥落したことにより、南部ではドイツ軍の抵抗がほとんどなくなった。第11親衛軍の先鋒はプレーゲル川（プレゴリャ川）に達しようとしていたが、街の中心部に近づくにつれて建物を遮蔽物にしたドイツ軍によって反撃され、再び進撃速度が鈍り始めた。特にドイツ軍が激しく抵抗したのはケーニヒスベルク駅のプラットホームで、ドイツ軍は鉄道車輛に身を隠しつつソ連軍に攻撃を加えたため、ソ連軍は大きな損害を出した。しかし、それでもソ連軍の進撃を阻止することはできず、夕方までにソ連軍の先鋒は街の中心部にある最終防衛線にまで達した。
北部では未だに5号要塞が抵抗を続けていたが、この日の朝にソ連軍の工兵が仕掛けた爆薬によって突破口が開かれると、ソ連兵が内部に侵入して激しい白兵戦となった。5号要塞での白兵戦は夜まで続いたが、最終的に生き残りの守備隊はソ連軍に降伏した。
夜、コッホの配下の大管区指導者代理は市の放棄を主張し、守備隊長のオットー・ラッシュは陸軍総司令部に無線で通信した。ラッシュはヒトラーに降伏の許可を求めたが、ヒトラーは降伏を認めず、「最後の一兵まで戦え」とラッシュに命じた。

### 4月8日
この日の未明にソ連軍はプレーゲル川の渡河を開始した。これに対してドイツ軍も激しい抵抗を見せたが、ソ連軍は夜明けまでに対岸に橋頭堡を確保した。同じころ、北部の第43軍と南部の第11親衛軍が街の西側で合流することに成功し、ケーニヒスベルクの市街地は完全にソ連軍の包囲下に置かれることとなった。
午後になって、ソ連軍のアレクサンドル・ヴァシレフスキー元帥がドイツ軍に対して投降勧告を行ったが、ドイツ軍はこれを拒否した。ドイツ軍は包囲を突破してザームラント半島方面に撤退することを試みたが、イリューシン2攻撃機によって妨害されたため失敗に終わった。なお、この時にケーニヒスベルクのナチ党幹部が民間人に強制退去命令を出し、ラッシュに事前の通告もなく市民を1か所に集めた。しかし、これが仇となって集合場所はソ連軍に砲撃され、民間人に多数の死傷者が発生した。
ドイツ軍による包囲突破の試みは夜まで続けられたが、この日の終わりにドイツ軍は再び市内に戻った。なお、この時点でドイツ軍の兵力は約40,000に減っていた。

### 4月9日
包囲突破に失敗したドイツ軍はケーニヒスベルクの中心部で絶望的な抵抗を続けたが、ソ連軍の攻撃によってドイツ軍の防衛線は崩壊し、戦線を維持するのが困難な状況になっていた。生き残った市民は降伏を示すために窓から白いシーツを垂らし、中にはドイツ兵から銃を取り上げようとする者も出てきた。
この状況になっても武装親衛隊は戦闘継続を主張したが、ラッシュは降伏のための軍使を派遣した。午後6時に軍使はソ連軍の前線に到着し、午前0時過ぎに降伏が認められ、ケーニヒスベルクの戦いは終結した。

## 戦闘終結後

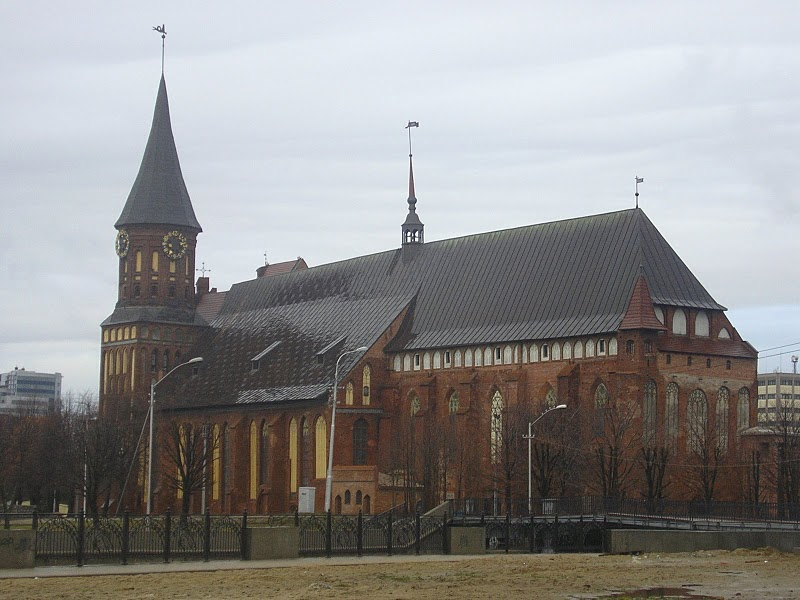
現在のケーニヒスベルク大聖堂

翌4月10日朝、ラッシュをはじめとしたドイツ軍将校たちがヴァシレフスキーの司令部に到着し、生き残った守備隊員たちは捕虜としてソ連軍に連行された。市街地にはソ連軍が進駐したが、進駐したソ連兵たちは一般住民に対して掠奪や強姦を行った。
ケーニヒスベルクの市街地は、1944年8月の英国空軍による空襲と今回の戦闘によって市街地の80％あまりが破壊され、ケーニヒスベルク城やケーニヒスベルク大聖堂などの歴史的な建造物も破壊された。このうち、ケーニヒスベルク大聖堂はソビエト連邦の崩壊後に再建されたが、ケーニヒスベルク城は再建されず、跡地にはソビエトの家と呼ばれる建物が建っている。
ケーニヒスベルクには終戦後も2万人のドイツ人が残留したが、1947年4月にほぼ全てのドイツ人がドイツ本土のソ連占領区域（のちの東ドイツ地域）に強制送還された。

## 脚註
1. ↑  ソ連軍の統計によると、戦死・行方不明者42,000名、捕虜92,000名となっている。
2. ↑  陣地構築作業といっても、事前にドイツ軍の指揮官に通告せず、適当な場所で穴掘りをさせたものであった。『ベルリン陥落1945』p71
3. ↑  『ベルリン陥落1945』p167
4. ↑  『ベルリン陥落1945』p293